# Wielki skok naprzód
Wielki skok naprzód (wielki skok) – kampania gospodarcza przeprowadzona w latach 1958–1962 w Chińskiej Republice Ludowej w ramach realizacji ogłoszonej przez Mao Zedonga polityki trzech czerwonych sztandarów. Zakładała szybkie przekształcenie Chin z zacofanego kraju rolniczego w czołową potęgę przemysłową, w rzeczywistości zakończyła się klęską głodu i ruiną gospodarki.

## Założenia wielkiego skoku

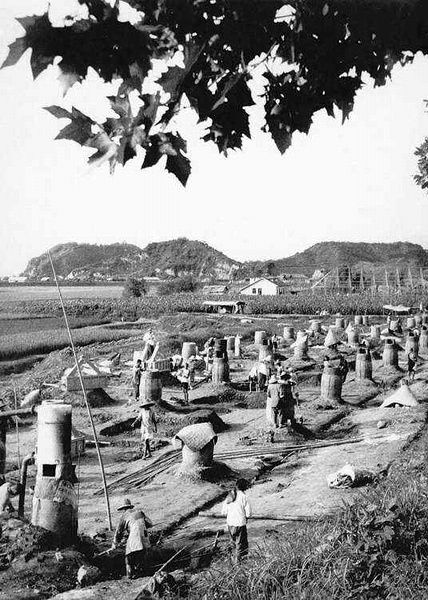
Zdjęcia pola w jednej z wiejskich komun, zapełnionego prymitywnymi dymarkami do wytopu stali

Impulsem do wielkiego skoku było ogłoszenie przez Mao Zedonga, że wcześniej stosowany stalinowski model rozwoju przemysłowego (I plan pięcioletni 1953–1957) nie pasuje do warunków chińskich. Już w listopadzie 1957 roku na konferencji państw komunistycznych w Moskwie Mao wyraził pogląd, że Chiny są w stanie w ciągu piętnastu lat prześcignąć Anglię pod względem produkcji przemysłowej. Wydarzenia te zbiegły się w czasie z konfliktem Chruszczowa i Mao o ocenę postaci Stalina, będącym preludium do rozłamu chińsko-radzieckiego. Dało to ideologiczną podstawę do odejścia od wzorców radzieckich, zwłaszcza że Mao zaczynał wówczas formułować własne teorie ciągłej rewolucji i nieustannej walki klas (czego zapowiedzią była kampania przeciwko prawicowcom), zaś w sferze gospodarki mobilizację mas w celu szybkiego przejścia do komunizmu.
Na drugiej sesji VIII Zjazdu KPCh w maju 1958 roku oficjalnie zatwierdzono sformułowaną przez Mao politykę trzech czerwonych sztandarów. Chiny miały dokonać gwałtownego przejścia wprost do komunizmu, czego podstawowym środkiem miała być planowana na lata 1958–1963 druga pięciolatka, określana mianem wielkiego skoku naprzód. Podstawową rolę w wielkim skoku miały odegrać tworzone już od kwietnia 1958 roku komuny ludowe, samowystarczalne, ogromne struktury, odpowiedzialne za wszystkie sfery życia na wsi od rolnictwa po oświatę i sprawy wojskowe. W całym kraju utworzono 26 tysięcy komun. Realizacji wielkiego skoku towarzyszyła potężna machina propagandowa; Chen Boda na łamach gazety Hongqi postulował zniesienie pieniądza, a na plenum partii w Beidaihe w sierpniu 1958 roku ogłoszono, że realizacja komunizmu w Chinach jest już bliska.
Według założeń wielkiego skoku do 1962 roku Chiny miały wydobywać 700 mln ton węgla (w 1957 r. 130 mln), produkować 80-100 mln ton stali (w 1957 wyprodukowano 5,3 mln), 525 mln ton ziarna (w 1957 r. 170 mln) i 200 mld kWh energii elektrycznej (w 1957 r. 19 mld).

## Realizacja

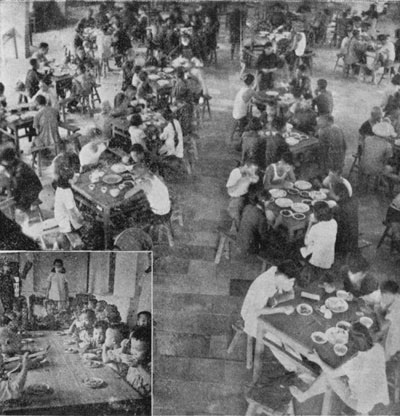
Wspólny posiłek w komunalnej stołówce

Do planowania wielkiego skoku nie zaangażowano ekonomistów ani intelektualistów, ponieważ już wcześniej, w wyniku kampanii przeciwko prawicowcom (1957–1958), kilkaset tysięcy wykwalifikowanych pracowników zostało napiętnowanych jako wrogowie ludu.
Największą wagę przywiązano do wytopu stali, uruchamiając w komunach ludowych wytop w przydomowych i przyzakładowych prymitywnych dymarkach. Jakość produkowanej w chałupniczych warunkach stali pozostawiała jednak wiele do życzenia: w zasadzie, wytapiano nie stal, lecz marnej jakości żeliwo, przez swoją kruchość nieprzydatne dla budownictwa, eksportu i rozwoju przemysłu. Celem zwiększenia produkcji przetapiano nawet klamki i narzędzia rolnicze, a do pracy przy dymarkach skierowano olbrzymią masę chłopów, odrywając ich od pracy w polu. Już w drugim półroczu 1958 roku przy wytopie stali zaangażowanych było 90 mln ludzi, a do końca wielkiego skoku liczba ta wzrosła do 100 milionów. Z miast na wieś przerzucono 20 mln ludzi. Na potrzeby funkcjonowania pieców wykarczowano ogromne połacie lasów. W drugiej połowie 1958 roku zorganizowane na wzór oddziałów wojskowych regimenty chłopów, przeprowadziły zakrojone na szeroką skalę prace polegające na osuszaniu bagien, budowie grobli i kanałów irygacyjnych w całym kraju.
Skierowanie chłopów do wytopu stali i rekwirowanie narzędzi rolniczych celem ich przetopienia, w połączeniu z programem bezpłatnego wyżywienia w komunalnych stołówkach, szybko doprowadziło do olbrzymiej klęski głodu. Kierownictwo zalecało utopijne rozwiązania, nakazując stosować gęsty siew i głęboką na 60 cm orkę (prowadzącą do erozji gleby), a także w ramach kampanii walki z czterema plagami wybijać wróble (co spowodowało plagę owadów), prowadząc jedynie do pogłębienia kryzysu. W roku 1958 plon był jeszcze dobry (250 mln ton), ale z powodu braku rąk do pracy w polu niezebrane zboże w większości zgniło na miejscu.

## Krytyka
Już na początku 1959 roku widoczne były powszechne symptomy kryzysu. Świadom tego Mao bez rozgłosu w kwietniu scedował stanowisko głowy państwa na rzecz Liu Shaoqi. W lipcu na VIII Plenum KC KPCh w Lushanie marszałek Peng Dehuai zaatakował, najpierw w powściągliwym memoriale, a potem już osobiście, politykę wielkiego skoku. Mao początkowo złożył samokrytykę i przyznał się do błędu. Kiedy jednak uznał krytykę Penga za próby odsunięcia go od władzy, oskarżył marszałka o działalność antypartyjną i nakazał usunąć go z zajmowanych stanowisk oraz przyspieszyć wielki skok. Tryumfalnie ogłoszono, że do końca roku produkcja przemysłowa wzrośnie o 131%, a wszelka krytyka polityki wielkiego skoku stała się odtąd niemożliwa. Do chwili wykrycia rzekomego spisku polityka wielkiego skoku pochłonęła 120 tys. ofiar.

## Klęska wielkiego skoku
Na początku 1960 roku kryzys był już powszechny, do czego przyczyniły się władze ściągające obowiązkowe podatki od zbiorów za poprzedni rok. Wysoki podatek (15%) wyliczony był w stosunku do planowanych, a nie rzeczywistych zbiorów, zakończył się zatem konfiskatą całej żywności. Zrozpaczeni chłopi zaczęli jeść szczury, liście i korę z drzew. Doszło nawet do przypadków sprzedawania dzieci i wykopywania zmarłych. Ponieważ każda śmierć powodowała zmniejszenie racji w stołówce, nie informowano władz o zgonach. Pomimo tego racje w stołówkach i tak stopniowo ograniczano, wprowadzano także "żywność zastępczą" w postaci np. masy papierowej. Za kradzież żywności groziła kara śmierci. W wielu miejscach chłopi łączyli się w bandy atakujące pociągi z żywnością, a nawet próbowali plądrować miasta. Do największych buntów należała rebelia 800 chłopów w Jieyangu w prowincji Guangdong w marcu 1960 roku (połowa zginęła podczas starć z wojskiem) oraz próba zaatakowania przez buntowników miasteczka Zhangde (prow. Hunan) w maju 1961 roku. Sytuację na kontynencie próbował wykorzystać reżim Czang Kaj-szeka na Tajwanie, wysyłając wiosną 1962 roku komandosów do prowincji Fujian. Pomimo prób nie udało się im jednak poderwać ludności do powstania, mającego otworzyć Czangowi drogę do powrotu na kontynent.
Liczba ofiar głodu jest nieznana. Według Wanga Ruoshui z Chińskiej Akademii Nauk zmarło minimum 10 mln osób. John King Fairbank w książce China: A New History podaje liczbę 20-30 mln. Jasper Becker, autor monografii poświęconej wielkiemu skokowi szacuje liczbę ofiar na ponad 43 mln.
Władze ukrywały prawdę o sytuacji na wsi, a kiedy już nie dało się jej zatuszować, oficjalnie ogłoszono, że głód jest wynikiem klęsk żywiołowych. Dopiero w 1962 roku zakupiono z zagranicy 6 mln ton zboża, które i tak w większości skierowano do miast.

## Następstwa
Pod koniec 1960 roku produkcja rolna w porównaniu do 1958 roku spadła o 75%, przemysłu ciężkiego o 47%, a lekkiego o 22%. Załamał się także całkowicie handel zagraniczny, a w lutym 1962 roku zanotowano 2 mln juanów deficytu budżetowego. Na wsiach zalegały ogromne ilości bezużytecznej, niskowartościowej stali, którą później przez wiele lat utylizowano.
W kierownictwie Partii nasiliła się krytyka wielkiego skoku. W 1961 roku grupa skupiona wokół Liu Shaoqi, Chen Yuna i Deng Xiaopinga, przy cichym poparciu premiera Zhou Enlaia, rozpoczęła niwelację skutków wielkiego skoku. Do 1965 roku trwał okres regulacji gospodarki, który przyniósł nadzwyczaj dobre efekty. Rozpoczęto likwidację komun, przywrócona została przyzagrodowa uprawa ziemi, a środki finansowe skierowano z przemysłu ciężkiego na zakup maszyn dla rolnictwa i przemysłu lekkiego. W latach 1963–1964 poziom produkcji rolnej wrócił do poziomu z 1958 roku.
Odsunięty na boczny tor polityki Mao Zedong, obawiający się utraty władzy, rozpoczął wojnę ideologiczną i propagandową z polityką regulacji gospodarki i jej architektami. Trwało to do połowy lat sześćdziesiątych, gdy Mao powrócił na scenę polityczną i rozpoczął rewolucję kulturalną, aby rozprawić się z przeciwnikami politycznymi.